# ハリウリサ
ハリウ リサ（本名：針生 りさ〈読み同じ〉、1993年7月25日 - ）は、ホリプロコムに所属しているお笑い芸人、ものまねタレント。東京都大田区出身。

## 来歴・人物
父は日本人、母はフィリピン人のハーフ。かつては歌手を目指し、高校生の時にボイストレーニングも受けていたが、その先生に「歌手は顔も大事なんだ」と言われ、この時に自分は違うと思ったほか、歌う時にその歌手の真似をする癖があったことから、先生に「その癖をやめろ」と言われたうえで「ものまね芸人になりたいのなら、それでもいいけど」と言われ、物真似をやめたくない思いがあったことから、物真似芸人の道へ行こうと決める。
東京アナウンス学院芸能バラエティ科に入学、同校で行われたオーディションでホリプロコムの関係者から声が掛かり、所属が決まる。2014年デビュー。
分厚い唇が特徴で、浜田雅功（ダウンタウン）の物真似をする時にもこれが活かされている。
同じ事務所に所属するものまね芸人（ホリ、河口こうへい、メルヘン須長、沙羅、ジャッキーちゃん）同士のユニット「ホリプロコムものまね軍団」でも活動。
特技はギター。趣味はカラオケ（100点を連発するほど歌が上手い）、野球。女芸人女子野球チーム『ミラクルキッシーズ』でも活動。背番号は50。
『セクマイ芸人バラエティ レインボーTV』（ブシドーTV）に出演し、LGBTQ（レズビアン・FTX）であることをカミングアウトしている。
2022年10月に行われた自身の単独ライブ『ハリウリサイタル』にて、自身のエピソードを基にした初のオリジナルソング「ヴィルマ」（作詞・作曲ははなわ）を発表し、かねてから思い続けていた歌手として自分の歌を歌いたいという思いを叶えた。
2024年3月31日には『千鳥の鬼レンチャン おそらく最初で最後…涙の2時間SP』（フジテレビ）に出演し、10曲のサビを音を外さずに歌いきる「サビだけカラオケ」企画にて「鬼レンチャン」を達成した結果、その合間に紹介された出自や母、「ヴィルマ」と合わせて同番組MCの千鳥やかまいたちの涙と感動を呼んだが、ボイストレーニングの件には大悟（千鳥）や濱家隆一（かまいたち）が先生の心無い言葉に語気を強めて怒りの声を上げ、SNSでも反響を呼んだ。

## 芸風
物真似を基調としたネタが主流で、レパートリーは50ほど、人数で言うと15～20人ほど持っている。「誰々のこんなところやシーン」と言った細かい物真似が多い。かつては歌手を目指していただけに美声と言われており、その声を駆使した歌まねも多い。浜田雅功の物真似をする時は、水色のスカジャンにデニムのズボンという姿で出演、この時には「ダウンタウン浜田やコラ!」などと言った定番の台詞がある。浜田の物真似を始めたきっかけはものまね芸人の先輩のアドバイスで、新たな可能性を探るために楽屋にあった色々なカツラをかぶり、おかっぱのカツラをかぶった時に“女装をした浜田”にそっくりだと楽屋が沸いたことからだったという。
2020年7月23日放送の『ダウンタウンDX』（読売テレビ制作、日本テレビ系）に出演してその浜田と共演、初対面を果たす。浜田から「ずっとやってくれるんなら」と言われて“公認”を与えられ、2022年1月28日に出演した「オオカミ少年 Lie or Truth」では再び浜田から「ずっと俺でやんの？」と問われ「ずっと俺でやります」と返答。「俺のスカジャンあげる」と浜田から言われ後日、浜田私物のスカジャンを譲り受けた。その後、松本人志（ダウンタウン）の物真似をするJPとコラボしてダウンタウン二人の物真似として共演することもある。

### ものまねレパートリー
- 浜田雅功（ダウンタウン）[5]
- ホイットニー・ヒューストン[16]
- 小柳ゆき[16]
- 稲葉浩志（B’z）[16]
- AI[1]
- 宇多田ヒカル[1]
- 玉置浩二[1]
- 秋川雅史[1]
- 吉岡聖恵（いきものがかり）[1]
- 吉田美和（DREAMS COME TRUE）[1]
- aiko[1]
- 川澄奈穂美[1]
- 西武ライオンズに入団したばかりの頃の工藤公康[4]
- トロール人形[1]
- モンチッチ[1]
- 八村塁[17]
- あいみょん[18]
- 上田竜也（KAT-TUN）[18]
- 広瀬香美[18]
- 菅田将暉[18]
- 近藤春菜（ハリセンボン）[18]

## 出演

### テレビ
- お願い!ランキング（テレビ朝日）- 2015年7月10日
- PON!（日本テレビ）- 2015年9月21日
- 東京オーディション(仮)（TOKYO MX）[2]
- AbemaTVに出てみない（AbemaTV）[2]
- スピードワゴンの月曜The NIGHT（AbemaTV）
- ウチのガヤがすみません!（日本テレビ）- 2017年6月13日初出演、以後不定期準レギュラー
- Sexy Zoneのたった3日間で人生は変わるのか!?（日本テレビ）- 2018年7月1日
- サタデープラス（毎日放送）- 2018年12月29日
- ものまねグランプリ（日本テレビ）- 2019年5月7日
- 爆笑そっくりものまね紅白歌合戦スペシャル（フジテレビ）- 2019年5月17日
- ヒルナンデス!（日本テレビ）- 2019年8月13日
- 開運！バナナバカリぶらり（フジテレビ）- 2020年1月1日
- 華丸大吉&千鳥のテッパンいただきます!（カンテレ・フジテレビ系）- 2020年4月14日、2020年5月5日、2020年6月9日
- ノンストップ!（フジテレビ）- 2020年4月15日
- ダウンタウンDX（読売テレビ制作、日本テレビ系）- 2020年7月23日
- オスカル!はなきんリサーチ（テレビ朝日）- 2020年7月24日深夜
- しゃべくり007（日本テレビ系）- 2020年10月26日
- 生放送で満点出せるか100点カラオケ音楽祭（TBSテレビ）- 2021年1月16日
- 連続チャンピオン（テレビ朝日）- 2021年2月13日『カラオケ歌詞を見ないで連続歌いきれ！』出場
- オールスター感謝祭（TBSテレビ）- 2021春（2021年3月27日）「東京ドイツ村ミニマラソン」出場[19]
- 浜ちゃんが!（読売テレビ）- 2021年4月7日深夜[20]
- スクール革命!（日本テレビ）- 2021年4月11日「ほいけんたvsハリウリサ 先にカラオケで100点を取るのは？」[21]
- ホリプロコムものまね軍団オフィスDEライブ（千葉テレビ放送）- 2021年5月1日から、「ホリプロコムものまね軍団」のメンバーとしてレギュラー出演
- オールスター感謝祭（TBSテレビ） - 2022春（2022年3月26日）「東京ドイツ村ミニマラソン」出場
- THEカラオケ★バトル（テレビ東京）- 2022年4月3日『芸能界最強歌うま王決定戦！2022春』優勝！⭐︎[22][23]
- オンエア決めろ!ー笑武ー（2022年8月23日、BSJapanext）
- GINZA CASSETTE SONG（2023年10月19日 - 2024年3月30日、BS-TBS） - カセットガール（レギュラー出演）[24]
- 千鳥の鬼レンチャン おそらく最初で最後…涙の2時間SP（2024年3月31日、フジテレビ）[25]
- 歌のサンセット（テレビ東京）2025年1月24日放送回に出演[26]
- ビッグオセロ（2025年2月1日、フジテレビ「土曜プレミアム」）

### ラジオ
- はみだし しゃべくりラジオ キックス（山梨放送ラジオ）- 2016年11月15日[27]

### テレビドラマ
- 壁サー同人作家の猫屋敷くんは承認欲求をこじらせている（2022年10月3日 - 、朝日放送テレビ） - 杉並かおり 役[28]